# West Mersea
West Mersea is een civil parish in het bestuurlijke gebied Colchester, in het Engelse graafschap Essex. De plaats telt 7183 inwoners.